# François Bourdrez
François Joseph Martial Bourdrez (Den Haag, 18 juli 1901 - Zhaotong, 10 mei 1939) was een Nederlandse civiel ingenieur die zeven en een half jaar voor de Volkenbond in China werkte. Hij adviseerde de Chinese Kuomintang-regering van generaal Chiang Kai-shek op het gebied van weg- en waterbouw.
Bourdrez werkte mee aan het eerste netwerk van verharde wegen in China en hielp de Chinese overheid om de grote rivieren te beteugelen. Samen met enkele Nederlandse collega's stond hij aan de wieg van een lange samenwerking tussen Nederland en China op het gebied van watermanagement.
Bourdrez en twee Chinese collega's kwamen op 10 mei 1939 samen om het leven toen hun boot zonk tijdens een verkenning van de bovenloop van de Jangtsekiang.

## Biografie

### Leven en werk
François Bourdrez werd op 18 juli 1901 geboren in Den Haag. Hij studeerde civiele techniek aan de TU in Delft. Na zijn studie en militaire dienst werkte hij enige tijd in toenmalig Nederlands-Indië bij Du Croo & Brauns in Soerabaja en bij de Deli Maatschappij in Medan. Van 1928 tot 1931 werkte Bourdrez voor Koninklijke Philips in Eindhoven, waar hij toezag op de bouw van nieuwe fabrieken in verschillende Europese landen. Door de grote economische crisis van de jaren 30 kwam Philips echter in financiële problemen en verloor Bourdrez zijn baan.
Op 15 november 1931 trad Bourdrez in dienst van de Volkenbond. De Volkenbond was in de jaren 30 nauw betrokken bij de wederopbouw van het sterk verarmde China door de Kuomintang-regering. De Volkenbond zond in de jaren 30 meer dan 50 Westerse experts naar China, waaronder tientallen artsen. De relatie tussen de Volkenbond en China was echter complex, omdat de Volkenbond niet ingreep toen in 1931 Japan de Noordoostelijke provincie Mantsjoerije innam. 
In China hield Bourdrez zich van 1931 tot 1933 voornamelijk bezig met wegenbouw. Samen met zijn Volkenbondcollega Mieczysław Okęcki adviseerde Bourdrez de Chinese regering bij de aanleg van het eerste netwerk van verharde wegen tussen de grote steden in het Oosten van China. Vanaf 1933 ging Bourdrez zich steeds meer bezighouden met waterbouwkundige vraagstukken. China had in die tijd regelmatig te maken met enorme overstromingen. Vooral de overstroming in Centraal-China in 1931 was catastrofaal, met tussen de 400.000 en 4 miljoen doden tot gevolg.
Het was de Chinese minister van Financiën Tse-Ven Soong gelukt om een lening in natura te krijgen van de Verenigde Staten, die bekend staat als de ‘Cotton and Wheat Loan’. De VS kwamen zo af van hun overtollige katoen en graan en de Chinese regering het katoen en graan aan haar eigen bevolking verkopen of arbeiders in natura betalen. Hiermee onder andere waterbouwkundige projecten financieren. Bourdrez reisde naar alle uithoeken van China om de rivieren met eigen ogen te zien. Hij adviseerde rechtstreeks aan de Chinese waterstaatsdienst over de uitvoering van projecten, maar ook over de opbouw van kennis. Op zijn initiatief kwam er een cursus op voor verdere opleiding van afgestudeerde jonge Chinesche ingenieurs. Daarnaast droeg Bourdrez bij aan de oprichting van hydrografische en geodetische afdelingen. De geodetische afdeling was hard nodig, omdat er van grote delen van China geen betrouwbare kaarten bestonden. De latere minister-president, professor Wim Schermerhorn, werd door Bourdrez in 1936 naar China gehaald om te helpen de luchtopnames te vertalen naar kaarten.  
Bourdrez lobbyde ook succesvol bij de Nederlandse regering voor financiering van een waterloopkundig instituut in China.  De Nederlandse regering betaalde door de zogenaamde Bokserindemniteit aan China terug te schenken. De Bokser-indemniteit was een herstelbetaling van China aan Nederland en andere landen, omdat er tijdens de Bokseropstand in Peking een aantal gezantschappen beschadigd was geraakt. Twee Nederlandse ingenieurs, Nico van den Heuvel en Maurits Alma kwamen vanuit Nederland om het instituut te helpen opstarten. In 1935 werd het waterloopkundig instituut, China Central Hydraulic Research Institute, opgericht dat nu bekend staat als het Nanjing Hydraulic Research Institute (NHRI).

### Oorlog
Bourdrez woonde tot eind 1932 in Shanghai, waar hij de korte oorlog tussen Japan en China, bekend als het Shanghai-incident, van dichtbij meemaakte. Vanaf eind 1932 woonde Bourdrez in Nanking, de toenmalige hoofdstad van China. Toen Japan in 1937 China binnenviel en optrok naar Nanking was Bourdrez van plan om in Nanking te blijven. Hij ging ervan uit dat hij door zijn status als diplomaat met rust gelaten zou worden. Vanwege de bombardementen op Nanking en een acute blindedarmontsteking besloot hij echter in september 1937 alsnog te vluchten. Zijn huis werd twee keer geplunderd door Japanse soldaten tijdens het Bloedbad van Nanking.
In 1937 en 1938 werkte Bourdrez nog enige tijd in het Zuiden van China. Eind 1938 vertrok Bourdrez met zijn familie naar Europa voor verlof.

### Overlijden
In januari 1939 keerde Bourdrez terug naar China. Hij reisde via Hanoï naar de oorlogshoofdstad Chongqing. Chongqing dreigde ingesloten te raken door de opmars van de Japanse troepen. De Chinese regering was dus op zoek naar nieuwe manieren om Chongqing te bevoorraden. Op verzoek van de Chinese regering vertrok Bourdrez met twee Chinese collega-ingenieurs op een expeditie om te onderzoeken of de bovenloop van de Jangtsekiang bevaarbaar was.
Op 10 mei 1939 overleed Bourdrez tijdens een verkenning van de Jangtsekiang. De boot, met aan boord een schipper, de twee Chinese ingenieurs en François Bourdrez, raakte een steen. De boot zonk en de drie ingenieurs verdronken. Alleen de schipper overleefde het ongeluk. 
De Fransman Henri Maux en de Schotse arts Robert Robertson, beiden collega’s van de Volkenbond, ondernamen direct een zoekactie langs de rivier vanaf de plek van het ongeluk. Begin juni vonden ze zijn lichaam 140 kilometer stroomafwaarts. In Kunming werd een grote afscheidsplechtigheid georganiseerd door de Chinese regering.

## Persoonlijk leven
François Bourdrez was de oudste zoon van Joseph Jean Leonard Bourdrez (1862-1924) en Henriëtte Petronella Ramaer (1870-1960). In 1934 trouwde hij met de Zwitserse Elisabeth Von Meyenburg. Ze kregen twee zoons: Jan Ewout Bourdrez (1936) en Erik Herman Bourdrez (1938-1991).        

## Waardering
- In 1937 kregen François Bourdrez en Nico van den Heuvel beiden een onderscheiding van de derde klasse in de orde van Yu de Grote. Hierbij hoorde een medaille en een oorkonde, ondertekend door onder andere Chiang Kai-shek en Tse-Ven Soong[8].

François Bourdrez is symbool komen te staan voor de lange samenwerking tussen China en Nederland op het gebied van waterbouwkunde. Enkele voorbeelden:
- Direct na het overlijden van Bourdrez werd op initiatief van de Chinese overheid het 'Bourdrez Memorial Scholarship Fund' ingesteld, dat ten doel had om Chinese studenten in Nederland te laten studeren. Door het uitbreken van de Tweede Wereldoorlog is dit vroegtijdig gestopt[9].
- In 2005 werd er tijdens een Nederlandse handelsmissie onder leiding van minister van Verkeer en Waterstaat Karla Peijs aandacht besteed aan het leven en werk van Bourdrez. Voor die gelegenheid werd door de Nederlandse Ambassade in Beijing een boekje uitgegeven met teksten in zowel het Engels als het Chinees: François Bourdrez : a struggle against mighty rivers 1901-1939[10].
- In 2015 herdacht het NHRI haar 80-jarig bestaan en daarbij werd een gedenksteen onthuld voor de drie Nederlands ingenieurs, die bij de oprichting van het NHRI betrokken waren: Bourdrez, Van den Heuvel en Alma. De gedenksteen was een initiatief van Roland van den Berg, oud-ambassadeur van Nederland in China (van 1986 tot 1992), en staat nu in het museum van het NHRI[11].
- In 2016 noemde minister van Infrastructuur en Milieu Melanie Schultz van Haegen het jubileum van het NHRI en de gedenksteen in een speech.[12]

- International Standard Name Identifier: 0000 0003 9018 2460
- Nederlandse Thesaurus van Auteursnamen: 29142127X
- Virtual International Authority File: 283783605